# آيت سيدي الحاج لحسن (آيت حلي كيكو)
آيت سيدي الحاج لحسن هو دُوَّار يقع بجماعة كيكو، إقليم بولمان، جهة فاس مكناس في المملكة المغربية. ينتمي الدوّار لمشيخة آيت حلي كيكو التي تضم 14 دوار. يقدر عدد سكانه بـ 60 نسمة حسب الإحصاء الرسمي للسكان والسكنى لسنة 2004.

## وصلات خارجية
- البوابة الوطنية للجماعات الترابية
- المندوبية السامية للتخطيط